# 土岐翠
土岐翠（とき みどり）は、国境なき医師団助産師。島根県出身。中学生の頃に見た世界の現状の映像をきっかけに、国境なき医師団に憧れて人道援助の道を目指す。日本で産婦人科クリニックなどで派遣の仕事を続けながら、2019年に国境なき医師団に参加。

## 経歴
- 2008年　　国立看護大学校卒業
- 国立循環器病センター勤務
- 日本大学病院勤務
- 2014年7月～2016年7月　オーストラリアで英語を習得[3]
- 2019年　イラクへ4か月派遣
- 2020年　イエメンへ半年派遣
- 2021年　南スーダンへ8か月派遣[4]